# Cayo Vela Marqueta
Cayo Vela Marqueta (Brea de Aragón, província de Saragossa, 28 de desembre de 1885 - Granada, 7 de juny del 1937) fou un compositor aragonès. Estudià al Conservatori de Madrid, i hi aconseguí el primer premi d'harmonia i piano. Als vint-i-dos anys fou nomenat director d'orquestra del teatre Novedades de Madrid, càrrec que ocupà fins que el tràgic incendi de 1928 reduí a cendres el coliseu. Fou autor de nombroses sarsueles, una de les quals, La chicharra, fou tan popular que assolí 432 representacions consecutives. Al Novedades madrileny, i a altres teatres espanyols, hi foren molt aplaudides les seves obres; entre d'altres, escrigué La parada o el relevo de Palacio, El nido del principal, La madrina, Santa Maria del Mar (en col·laboració amb Eduard Marquina), Varita é nardo i El capataz (co-escrita amb Artur Saco del Valle).